# Pok y Mok (temporada 2)
La segunda temporada de Pok y Mok fue emitida por Disney XD el 27 de agosto de 2012 hasta el 14 de diciembre de 2012, consistente de 4 episodios de 12 segmentos, el primer episodio fue El vampiro chupa sangre y el último fue Bruja verdulera.

## Episodios
| N.º                                                    | Título                     | Fecha de emisión         |
| ------------------------------------------------------ | -------------------------- | ------------------------ |
| 1.ª                                                    | El vampiro chupa sangre    | 10 de septiembre de 2012 |
| pok y Mok creen que Ernest es un vampiro               |                            |                          |
|                                                        |                            |                          |
| 1b                                                     | Más cerca de las estrellas | 20 de septiembre de 2012 |
| Pok y Mok quieren ver a marte y apagan todas las luces |                            |                          |
|                                                        |                            |                          |
| Que alguien detenga el desperdicio                     |                            |                          |
| TBA                                                    |                            |                          |
| Abono o Estiércol                                      | 22 de septiembre de 2012   |                          |
| 2                                                      | Pintura contra pintura     | 22 de septiembre de 2012 |
| 2                                                      | Reciclar la ropa           | 26 de septiembre de 2012 |
| 2                                                      | Galletitas                 | 26 de septiembre de 2012 |
| 3                                                      | Intercambio de objetos     | 1 de octubre de 2012     |
| 3                                                      | La luz solar               | 1 de octubre de 2012     |
| 3                                                      | La insolación              | 1 de octubre de 2012     |
| 4                                                      | Auto ecológico             | 14 de diciembre de 2012  |
| 4                                                      | El campamento del terror   | 14 de diciembre de 2012  |
| 4                                                      | Bruja verdulera            | 14 de diciembre de 2012  |

- Datos: Q6081519